# Croton mayumbensis
Croton mayumbensis là một loài thực vật có hoa trong họ Đại kích. Loài này được J.Léonard mô tả khoa học đầu tiên năm 1956.